# 小林真秀
小林 真秀（こばやし まほ、1986年10月12日 - ）は日本のフリークライマー。JMCC（日本モダンクライマーズクラブ）所属。茨城県那珂郡東海村出身。水戸第三高等学校、茨城キリスト教大学卒。2009年現在、MALVAサッカー・フットサルスクール水戸校在学。妹は同じくフリークライマーの小林由佳。

## 経歴
小学校4年生の時、先にクライミングを始めていた妹・由佳に影響され自らもクライミングを始める。大学入学後、成人を機に１度は競技から離れるも、近年は競技会やコンペにも出場するなど再び競技に復帰している。
2019年には茨城国体のリハーサル大会に当たる第6回日本学生対校スポーツクライミング選手権大会に於いて15年ぶりに妹・由佳とチームを組んだ。

## 競技会での戦績
- 1999年 ユースチャンピオンシップ初優勝
- 2000年 ユースチャンピオンシップ連覇、ジュニアオリンピックカップ(JOC)では妹・由佳と並び史上初の姉妹同点優勝。
- 2003年 第58回国民体育大会山岳競技クライミング少年女子の部第1位
- 2005年 第8回JOCジュニアオリンピックカップジュニア女子リード部門第2位
- 2019年 第6回日本学生対校スポーツクライミング選手権　女子2部リード部門チーム2位、ボルダリング部門チーム優勝(妹・由佳とのペア)

## 外岩
｢日本のヨセミテ｣の異称を持つクライミングのメッカ、奥秩父小川山に｢おばさん岩｣と称される岩群があり、その一角にある｢私がおばさんになっても｣という岩は真秀が設定した課題であり、現在のグレードで5.9にランクされる。そのすぐ近くに妹・由佳の課題｢子供をナメんなよ（こちらはグレード5.10a/b）」がある。